# Warwick Estevam Kerr
Warwick Estevam Kerr (Santana de Parnaíba, São Paulo; 9 de septiembre de 1922-15 de septiembre de 2018) fue un biólogo, ingeniero agrónomo y genetista brasileño, considerado uno de los mejores genetistas brasileños y especialista en abejas del mundo. 

## Biografía
Fue hijo de Américo Caldas Kerr y Bárbara Chaves Kerr. Su familia procedía originariamente de Escocia. En 1925 se mudaron a Pirapora en el estado de São Paulo. Kerr estudió secundaria en la ciudad de São Paulo y se graduó como ingeniero agrícola en la Escola Superior de Agricultura Luiz de Queiroz de la Universidad de São Paulo en Piracicaba.
Kerr fue conocido internacionalmente en 1950, cuando realizó un trabajo inédito sobre determinación de castas de abejas del género Meliponinae.
Fue el primero en cruzar Apis mellifera scutellata con abejas de razas europeas en Piracicaba, Brasil, mediante inseminación artificial, por descuido de un apicultor que quitó las rejillas excluidora de reinas, de las colmenas que contenían esta subespecie, la misma que se escapó. No dándole importancia los híbridos comenzaron a dispersarse por Brasil, América Central, llegando a América del Norte.
En 1956, el gobierno brasileño envió el genetista Warwick Kerr a África para importar reinas africanas de la abeja melífera. Trajo 63 reinas, pero solamente 48 sobrevivieron.
Kerr comenzó a hacer experimentos, cruzando las reinas con abejas de razas europeas por medio de inseminación artificial y en total se lograron 29 híbridos. Fueron colocados en colmenas con rejillas excluidoras de reinas, no permitiendo su salida. En 1957, un apicultor local notó las rejillas excluidoras y las quitó, pensando que las rejillas estaban colocadas fuera de estación. 26 reinas de abejas africanizadas escaparon y comenzaron a reproducirse rápidamente en forma silvestre. Warwick Kerr no se preocupó, pensando que se cruzarían con otras abejas europeas. Sin embargo, los informes de abejas salvajes que atacaban el ganado comenzaron a aparecer.
En pocos años, investigadores en Río Claro comenzaron a publicar informes de áreas rurales donde las abejas salvajes (Abeja africanizada) atacaban furiosamente animales e incluso a seres humanos en el campo. Los granjeros brasileños mayoritariamente pobres sufrieron pérdidas de ganado, produciéndose también fatalidades humanas. A comienzos de los años 60, estaba claro que una rápida expansión de colonias de abejas silvestres había ocurrido, y que estas abejas africanizadas rápidamente ampliaban su rango territorial. En mayo de 1991, Jesús Díaz fue la primera víctima humana de la picadura de estas abejas africanizadas, sufriendo 18 picaduras. La primera muerte ocurrió el 15 de julio de 1993, cuando Lino López, de 82 años, fue picado 40 veces mientras que procuraba quitar a una colonia de la pared de un edificio
En Estados Unidos dichas abejas hoy se encuentran en 110 condados de Texas, 14 condados de Arizona, 7 condados de Nuevo México, 1 condado de Nevada, y 3 condados de California. Los científicos creen que continuarán dispersándose a través de los estados meridionales.

## Algunas publicaciones
- W. E. Kerr (1975). «Evolution of the population structure in bees». Genetics 79: 73-84.
- W. E. Kerr (1976). «Population genetic studies in bees. 2 sex-limited genes». Evolution 30: 94-99. doi:10.2307/2407676.
- W. E. Kerr (1987). «Sex determination in bees. XXI. Number of XO-heteroalleles in a natural population of Melipona compressipes fasciculata (Apidae)». Insectes Sociaux 34: 274-27. doi:10.1007/BF02224359.
- W. E. Kerr & R. A. da Cunha (1990). «Sex determination in bees. XXVI Masculinism of workers in the Apidae». Brazilian Journal of Genetics 13: 479-489.
- W. E. Kerr (1992). «The bee or not the bee?». The Times Literary Supplement.